# Nereis funchalensis
Nereis funchalensis är en ringmaskart som först beskrevs av Langerhans 1880.  Nereis funchalensis ingår i släktet Nereis och familjen Nereididae. Inga underarter finns listade i Catalogue of Life.